# Estación Rayado
Rayado (o El Rayado) fue una estación del ferrocarril ubicada en la localidad de Rayado, comuna de La Ligua, en la Región de Valparaíso de Chile. Fue parte del longitudinal norte, correspondiente al segmento entre la estación La Calera y estación La Ligua. Esta estación fue el extremo sur en el cual la línea se bifurca y se crean dos líneas pertenecientes al ferrocarril norte: el Trazado costa que tiene dirección poniente y el Trazado interior que tiene dirección oriente.
La estación fue inaugurada junto con el resto de la línea entre La Calera y La Ligua en 1897.
A 1910 se hallaba planificada la construcción trazado costa, siendo la estación de partida Rayado. El ramal Rayado-Trapiche es entregado en 1912. El ramal de Rayado a Papudo fue estudiado en 1905 y finalizado en 1910.
En 1946 la estación tuvo una gran inversión para ampliarla, debido al aumento del tráfico férreo en la zona; en esta inversión también se incluyó la construcción del triángulo de inversión de la estación.
La estación fue suprimida mediante decreto del 28 de julio de 1978. Actualmente la estación se halla levantada y no quedan restos de la estación.